# Bert van Marwijk
Lambertus „Bert” van Marwijk (pronunțat ˈbɛrt vɐn ˈmɑrʋɛik; n. 19 mai 1952, Deventer, Overijssel, Țările de Jos) este un fost jucător neerlandez de fotbal, acum antrenor.